# Dariusz Wosz
Dariusz Wosz (Piekary Śląskie, 8 juni 1969) is een voormalig Duits voetballer die speelde als middenvelder. Na zijn actieve loopbaan stapte de spelverdeler het trainersvak in.

## Clubcarrière
Als speler kwam Wosz als centrale middenvelder in de Bundesliga uit voor VfL Bochum en Hertha Berlin. Hij begon zijn loopbaan op het hoogste niveau in Oost-Duitsland bij Chemie Halle.

## Interlandcarrière
Wosz speelde gedurende zijn loopbaan in totaal 24 officiële interlands, waarvan zeven voor de DDR. In deze duels kwam hij één keer tot scoren. Onder leiding van bondscoach Manfred Zapf maakte hij zijn debuut voor Oost-Duitsland op 22 maart 1989 in de vriendschappelijke wedstrijd tegen Finland (1-1), net als Ralf Hauptmann (SG Dynamo Dresden). Bij zijn debuut voor het Duits voetbalelftal, op 26 februari 1997 tegen Israël, nam hij de enige treffer voor zijn rekening in het duel in Ramat Gan.